# Орлеан-Браганса, Пия Мария
Принцесса Пиа Мария Орлеан-Браганса и Бурбон (порт. Pia Maria de Orléans e Bragança e Bourbon; 4 марта 1913, Булонь-Бийанкур — 24 октября 2000, замок Ле Люд) — императорская принцесса Бразилии (1931—1938), представительница бразильской императорской семьи Орлеан-Браганса.
Полное имя — Пиа Мария Изабелла Раньера Антония Витория Тереза Амелия Жерарда Раймунда Анна Микаэла Рафаэла Габриэла Гонзага Орлеан-Браганса.

## Биография
Родилась 4 марта 1913 года в городе Булонь-Бийанкур (Франция). Единственная дочь Луиша Орлеан-Браганса (1878—1920), императорского принца Бразилии (1908—1920), и принцессы Марии Пии Бурбон-Сицилийской (1878—1973). Младшая сестра принца Педру Энрике Орлеан-Браганса и принца Луиша Гаштана Орлеан-Браганса.
В 1920 году скончался её отец, 42-летний принц Луиш Орлеан-Браганса, носивший титул императорского принца Бразилии в 1908—1920 годах. Через год, в 1921 году, умерла 75-летняя принцесса Изабелла Бразильская (1846—1921), бабка Пии Марии, глава Бразильской императорской династии Орлеан-Браганса (1891—1921). Педру Энрике (1909—1981), принц Грао-Пара, в 1920 году стал императорским принцем Бразилии, а в следующем 1921 году главой бразильского императорского дома в изгнании (1921—1981). Педру Энрике Орлеан-Браганса не был женат и не имел детей, поэтому титул императорского принца Бразилии в 1921 году унаследовал его младший брат, принц Луиш Гаштан Орлеан-Браганса (1911—1931).
В 1931 году 20-летний принц Луиш Гаштан Орлеан-Браганса скончался, будучи не женатым. После смерти своего бездетного брата Пиа Мария Орлеан-Браганса унаследовала титул императорской принцессы Бразилии, который она носила в течение семи лет (1931—1938).
Ситуация изменилась в 1938 году, когда родился старший сын принца Педру Энрике, принц Луиш Орлеан-Браганса, племянник Пии Марии. При рождении принц Луиш Орлеан-Браганса получил от отца титул императорского принца Бразилии.
24 октября 2000 года 87-летняя принцесса Пиа Мария Орлеан-Браганса скончалась в замке Ле Люд во Франции.

## Брак и дети
12 августа 1948 года в Париже Пиа Мария Орлеан-Браганса вышла замуж за Рене Жана Мари Николаса де Николе, графа Николе (17 января 1910 — 24 ноября 1954), сына Армана Мари Жана де Николе, маркиза Гуссенвиля, и маркизы Ивонн Леони Мари Анн Джорджин. У них было двое детей:
- Луи-Жан де Николе, маркиз Гуссенвиль (род. 18 сентября 1949, Ле-Ман), французский политик, мэр Люда и сенатор от департамента Сарта (с 2014). С 1980 года женат на Барбаре Энн Мари д’Юрсель де Бузи (род. 1958), дочери графа Альфреда Мишеля Избель Мари д’Юрсель де Бузи. У них два сына и две дочери:
  - Мари-Аделаида Жанна Поль Бенедикт Стефани де Николе (р. 1982)
  - Маргарита Мари Филиппин Роберт Жанна Паола де Николе (р. 1984)
  - Антуан Мари Филипп Рене Мишель Жозеф де Николе (р. 1988)
  - Арно де Николе (р. 1991 г.)
- Роберто Мария Пиу Бенуа де Николе (род. 17 февраля 1952, Нейи-сюр-Сен), занимал ряд должностей в правительстве Франции и достиг звания государственного министра. С 1983 года женат на Летиции Натали Марии Жанне Ивонн, принцессе Мюрат (род. 1961), дочери принца Наполеона Иоахима Луи Морица Мюрата. У них было два сына и три дочери:
  - Ирен Мари Пиа Инес де Николе (1985-2007)
  - Луиза Мари Жанна Ивонн де Николаи (р. 1987)
  - Эльвира Мари Полин Лор де Николе (р. 1988)
  - Рене де Николе (р. 1991)
  - Кристиан де Николе (р. 2002 г.)

Несмотря на неравный морганатический брак, Пия Мария Орлеан-Браганса сохранила за собой титул принцессы Бразилии.